# Wrestling with もも子
『Wrestling with もも子』（レスリング ウィズ ももこ）は、徳弘正也による漫画作品。レスリングを題材としている。
『週刊少年ジャンプ (WJ) 』（集英社）誌上において1997年20号から38号まで連載。「水のともだちカッパーマン」の次となる徳弘6作目の連載作品。単行本はジャンプ・コミックス全2巻が発売され、2巻巻末には読切「バレエ入門 - 俺がバレエを始めたわけ -」が併録されている。
次作『狂四郎2030』より徳弘は活動の場を本格的に『スーパージャンプ』へと移しており、本作が『WJ』で連載された最後の作品となっている。

## 登場人物
持合 もも子（もちあい ももこ）
八田学園に入学した新入生の少女。全日本女子レスリングオープントーナメントジュニア48キログラム級3年連続チャンピオンだが、ほとんど知られていない。
美人でスタイル抜群である。快活でめんどうみがよい。モデルは歌手の相川七瀬。
岡 イサム（おか イサム）
八田学園に入学した新入生。格闘技マニアで、もも子のことも知っていた。当初は「もも子とレスリングをしたい」という下心から高校にレスリング同好会を作ろうとしたが、徐々にレスリングの魅力に惹きこまれていく。父親は官能小説家で実家は裕福である。
和田 正弘（わだ まさひろ）
八田学園に入学した新入生。もも子の募集に応じてレスリング同好会に入会した。頭が良く、絵心もある。
松浪 健一郎（まつなみ けんいちろう）
八田学園に入学した新入生。もも子の募集に応じてレスリング同好会に入会した。思っていても出来なさそうなスケベな事をさらっとしてしまう。フィギュアのさとみが恋人。
国見 信行（くにみ のぶゆき）
八田学園の男子生徒。もも子達の1年先輩で、もも子とは幼い頃からレスリングを習った幼馴染。もも子に苛められて度々泣かされているが、レスリング選手としてはジュニア選手権で優勝する実力者である。
幼い頃からもも子が好きで、レスリング同好会を解散させて、自分が所属している道場に勧誘しようとしている。
木田 まゆみ（きだ まゆみ）
レスリング道場として有名な木田道場の道場主の娘。アメリカの大学で男子生徒と一緒にレスリングに打ち込み、唯一女子でレギュラーになった実力者である。もも子と対戦して追い詰めるが、一瞬の隙をつかれて敗北した。敗北後はもも子の勝利を潔く認める。

## バレエ入門
「バレエ入門 - 俺がバレエを始めたわけ - 」（バレエにゅうもん おれがバレエをはじめたわけ）は徳弘正也による読切漫画作品。『WJ』1995年39号に掲載。『Wrestling with もも子』2巻に併録されている。
バレエダンサーになる事を夢見、バレエ学校に通うために転校してきた少女・吉田都子と、彼女に一目惚れして近づくためにバレエをはじめた少年・熊川を描いている。

## 書誌情報
- 徳弘正也『Wrestling with もも子』集英社〈ジャンプ・コミックス〉
  1. 「日本チャンピオンなのの巻」1997年10月8日初版発行、ISBN 4-08-872181-0
  2. 「もも子と一緒にレスリングの巻」1998年1月14日初版発行、ISBN 4-08-872507-7